# Крајешти (Галац)
Крајешти (рум. Crăiești) насеље је у Румунији у округу Галац у општини Варлези. Oпштина се налази на надморској висини од 205 m.

## Становништво
Према подацима из 2002. године у насељу је живело 957 становника, од којих су сви румунске националности.